# Dombay Vilmos
Dombay Vilmos Antal Mihály (Kisendréd, 1842. június 29. (?) – Barsendréd, 1923. október 20.) Bars vármegye alispánja, földbirtokos, lótenyésztő.

## Élete
Dombay Gáspár és Platy Mária fia. Keresztapja Lipthay Antal udvardi alesperes volt. Felesége galántai és nebojszai Balogh Erzsébet (1850-1910) volt.
Az 1889-es tisztújításkor Dombay Vilmos árvaszéki elnököt javasolták alispánnak, Máriássy István pedig 25 év szolgálat után nyugalomba vonult. 1903-tól árvaszéki elnök volt. A Barsmegyei Gazdasági Bizottság elnöke és az Országos Magyar Gazdasági Egyesület tagja, Bars vármegye lótenyésztési bizottságának elnöke, illetve a vármegye régészeti és történelmi bizottságának igazgatója volt. Feleségével együtt sokat áldoztak az endrédi harangok öntésére, melyet a nagyharang meg is örökített.
Barsendréden volt úrilaka. Halála után az endrédi Dombay örökséget unokaöccsei Benkovich Viktor és Quidó örökölték.